# Puivert
Puivert település Franciaországban, Aude megyében. Lakosainak száma 461 fő (2022. január 1.). Puivert Belvis, Espezel, Festes-et-Saint-André, Nébias, Rivel, Saint-Jean-de-Paracol, Villefort, Val-du-Faby, Roquefeuil és Quillan községekkel határos.

## Népesség
A település népességének változása:
| Lakosok száma | 683  | 552  | 467  | 486  | 521  | 522  | 471  | 441  | 436  | 461  |
|               | 1968 | 1982 | 1990 | 2006 | 2013 | 2015 | 2017 | 2019 | 2020 | 2022 |